# Croton bemaranus
Espèce
Croton bemaranus est une espèce de plantes à fleurs du genre Croton et de la famille des Euphorbiaceae, présente à l'ouest de Madagascar.